# Huhogók (királypártiak)
A huhogók királypárti felkelők voltak a francia forradalom során (1789), az első Francia Köztársaság ellen. Franciaország tizenkét nyugati megyéjében, különösen  Bretagne és Maine központtal terjedt el a mozgalom, Napóleon idején Londonba tevődött át a szervezkedés főhadiszállása. A felkelés három szakaszban történt és 1794 tavaszától 1800-ig tartott. A tagjai elutasították a sorozást és támogatták a katolikus egyházat. A francia klérus egy része nem volt hajlandó esküt tenni a polgári alkotmányra és a parasztság nagy része ezekben a megyékben fegyvert fogott papjaik támogatására. Harcmodorukat később gerilla hadviselésnek nevezték. Nevüket egyik vezetőjük, Jean Cottereau becenevéről (Chouan)-ról, kapták ( francia:Chouannerie) és a bagolyhuhogását utánzó hangjelzésükről. Charles Armand Tuffin, Rouerie márkija játszott még jelentős vezető szerepet a mozgalomban.
Kisebb felkelés tört még ki 1815-ben a száz nap idején és 1832-ben egy legitimista lázadás.

## Előzmények
1791-ben Franciaország nyugati részén, Vendée-ban és Bretagne-ban a polgári alkotmányra a klérus több mint 80%-a nem volt hajlandó esküt tenni. Ez volt a vallási ok, ami ezt az ellenállást is megalapozta. Már a hadkötelezettség elrendelése is probléma volt 1792. augusztus 15-e után: a francia forradalomnak katonák kellettek, az önkormányzati hatóságok kényszersorozásokat rendeltek el. A helyi ellenzéki vezetők Jean Cottereau és Michel Morière nyíltan a sorozások ellen léptek fel.  Diszkrétebb volt az igazi lojalisták, a Breton Szövetség ellenállása, akik nem voltak hajlandóan nyíltan ellentmondani, arra kérték a köztársasági vezetőket, hogy személyesen vegyenek részt és sorsolják ki a sorozandókat.  A köztársasági hatóságok teljes mértékben csődöt mondtak ezzel az akcióval.
További okot jelentett a viszályra a nemzetiségi kérdés. Bretagne lakosságát akkoriban legnagyobb részt kelta nyelvű bretonok alkották. Bár a királyság korában sem használták a breton nyelvet a közoktatásban, vagy a hivatalos ügyekben, de a királyság alapvetően türelemmel volt nemzetiségi kérdésekben, azonkívül a bretonok többsége írástudatlan kétkezi földműves volt. A forradalom viszont kifejezetten erőltetni kezdte a francia nyelv terjesztését az oktatásban és a hivatali életben, ami megint visszatetszést váltott ki.

## Az első huhogó mozgalom (chouannerie) 1794–1795

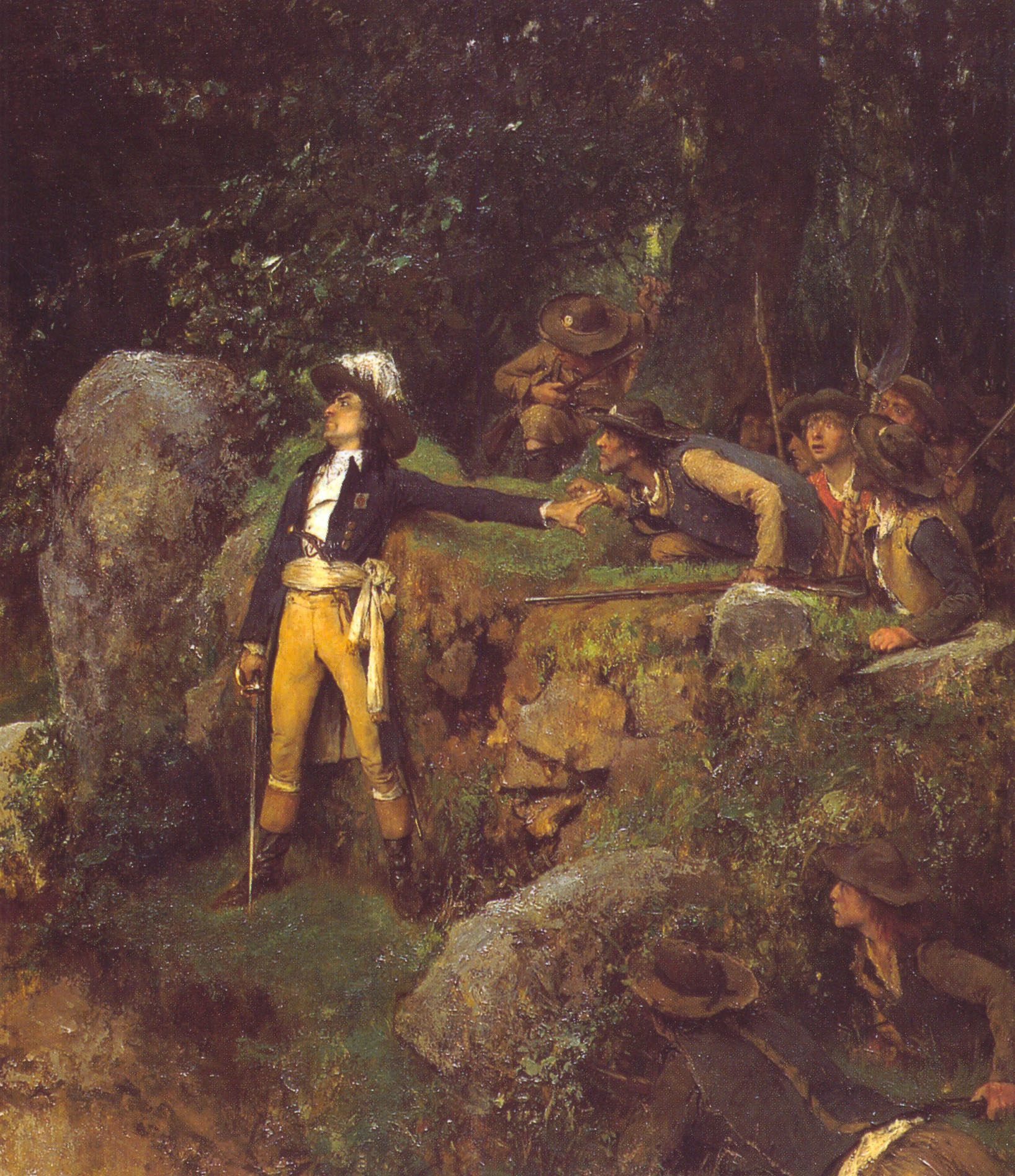
Evariste Carpentier: A huhogók leshelye

1794 januárjában, míg Vendée-ban Turreau tábornok a szétzúzta Galerne ellenállását, a Loire-tól északra a huhogók fogtak fegyvert. Ezeket a kis  csapatokat Jean Chouan , Aimé du Boisguy és Jean-Louis Treton vezették. A kisebb bandák teljesen titokban működtek, katonaszökevényekből, parasztokból, a korábbi vendée-i felkelések túlélőiből álltak, akikre biztos halál várt, ha elfogják őket a köztársaságiak. Sokakat a bosszúvágy hajtott közéjük a galerne-i vérengzésért. A felkelők kis csoportokban (általában néhány tíz vagy száz ember) rajtaütöttek katonai különítményeken, elfogták a postakocsikat, futárokat, az alkotmányra esküt tevő papokat, tisztségviselőket. Jean Antoine Rossignol köztársasági tábornok, a Brest környéki hadsereg parancsnoka vezetésével erődítményeket építettek vagy a városokat erősítették meg ellenük. Az 1793. március 23-i rendelet alapján, az elfogott felkelőket 24 órán belül lelőtték, vagy lenyakazták.  Végül Rossignol létrehozott egy "ál-huhogó" sereget,  amelynek az volt a feladata, hogy pusztításaikkal  lejárassa a huhogók mozgalmát.
A harcok változó intenzitással folytatódtak, például Fougères kerületben, amit 2000 lázadó tartott ellenőrzése alatt, 219 embert gyilkoltak meg a felkelők, ők maguk 300 embert veszítettek, beleértve a csatában elesetteket és kivégzetteket is. A felkelés gyorsan terjedt, bár a vezetők véleménye a királyi hatalom gyakorlásáról eltért, mégis valamennyien királypártiak voltak. Artois grófja (a későbbi X. Károly) az abszolutista, Joseph de Puisaye az alkotmányos monarchista vonalat képviselte.
Robespierre bukása után véget ért a terror, a  politikában engedékenyebb stílus jelent meg, amely kedvezett a tárgyalásoknak. 1794. december 26-án  a köztársasági Jean Humbert dandártábornok és huhogók vezetője, Boishardy találkoztak, hogy béketárgyalásokat kezdeményeztek és  javaslatokat tettek. Míg Puisaye  Londonban járt, hogy tárgyaljon a feltételekről, Pierre Dezoteux Cormatin, a huhogók hadnagya, azt állítva, hogy a teljes jogokkal van felhatalmazva, 1795 áprilisában  aláírta a Mabilais-egyezményt.

## A második huhogó mozgalom (chouannerie) 1795–1796

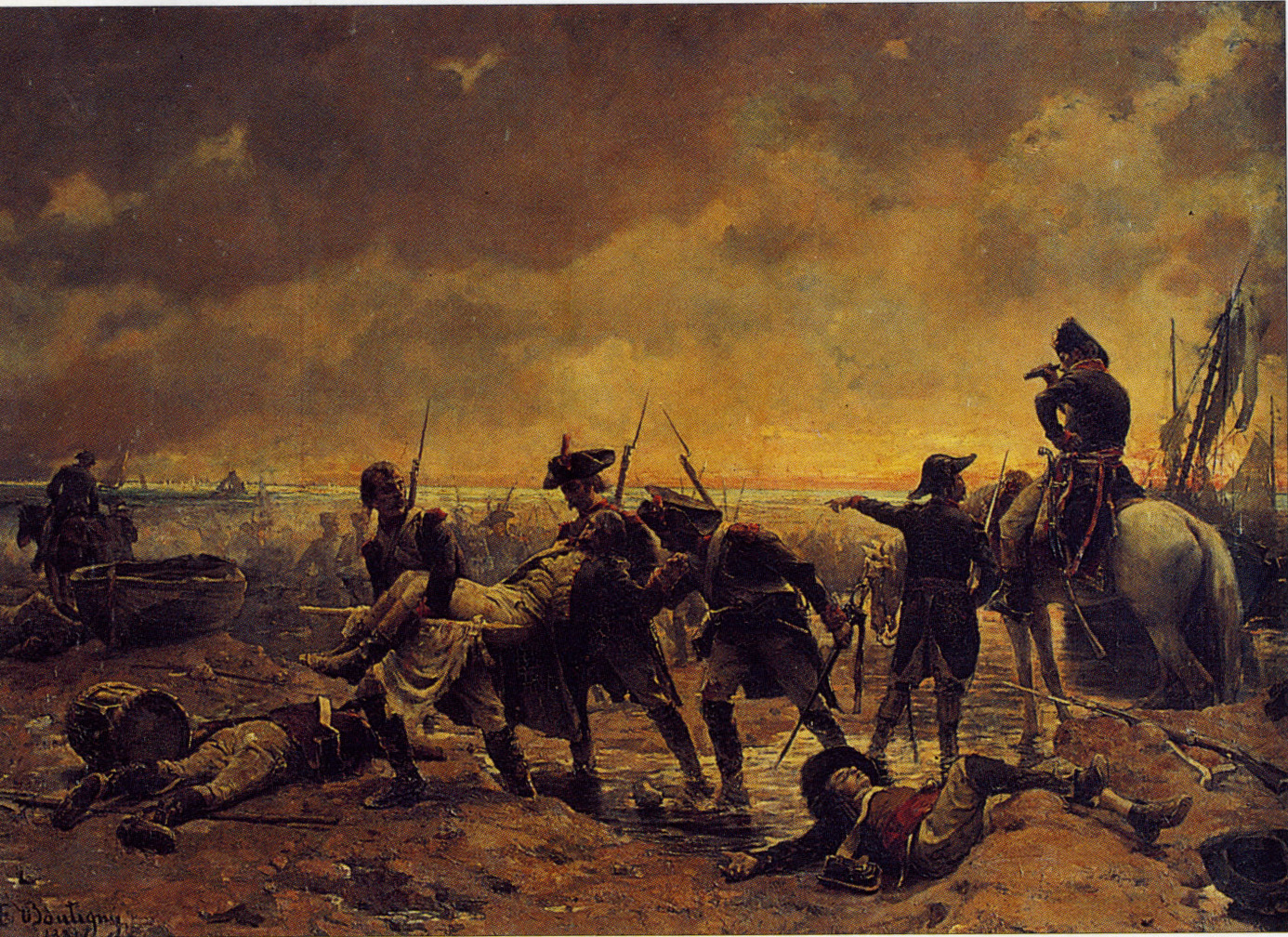
Csata Quiberonnál

A hír, hogy a trónörökös, XVII. Lajos a börtönben meghalt, június 8-án újjáélesztette a feszültségeket. A törékeny békének azonnal vége lett, amikor 1794. augusztus 26-án Lazare Hoche tábornok, aki átvette Rossignoltól a Brest környéki hadsereg vezetését elrendelte a Mabilais-egyezményt aláíró vezetők letartóztatását. Hoche meg volt győződve arról, hogy Cormatin kettős játékot játszik, így őt bebörtönözték, és ki sem engedték 1802-ig. Boishardyt, aki visszavonult, június 17-18-ra virradó éjszakán megölték. Utódját, Silzet, aki átvette a parancsnokságot, június 28-án megtámadták Grand-Champ-nál. Silz meghalt a csatában, és az emberei visszavonultak.
1795. június 23-án brit flotta vezetője John Borlase Warren 3500 katonát tett partra az emigráns hadseregből Carnacban . Ők csatlakoztak a huhogók  15 ezres seregéhez. A köztársaságiak időközben Hoche vezetésével ellentámadást indítottak és a Quiberon-félszigetre szorították vissza a felkelőket. Július 10-én a huhogók két hadoszlopa a brit hadiflotta segítségével a köztársaságiak vonala mögött partraszállt.
Az első hadoszlop Lantivy du Rest parancsnoksága alatt szétszóródott. A második hadoszlop Vincent Tinténiac és Georges Cadoudal vezetésével támadáshoz készült, várva az üzenetet Londonból és a második brit partraszállást. Némi habozás után és Cadoudal ellenkezése ellenére Tinténiac engedelmeskedett a parancsnak, de útközben meghalt július 18-án. A huhogók serege  a Saint-Brieuc-öbölhöz ért, nem találta a brit flottát, így visszatért Morbihanba és Cadoudalt kiáltották ki főparancsnoknak.
Eközben a Quiberon-félszigeten az emigránsok Charles Virot Sombreuil parancsnoksága alatt 2000 emberrel megpróbáltak támadást indítani július 16-án, de szétverték őket. Július 20-án Hoche tábornok megindította az utolsó támadást és szétszórta emigránsok seregét. Az emigránsok parancsnoka halásos sebet kapott, 6000 fogoly, 748 halott volt a veszteségük. Az egyik vezetőjük, Charles de Virot de Sombreuil márki kivégzése előestéjén levelet írt Warren brit parancsnoknak, amelyben elítélte Joseph de Puisaye "szökését", ez óriási hatással volt a mozgalomra.
Morbihanban a tisztek tanácsa  távollétében Puisaye-t halálra ítélte. Puisaye-t 1795 őszén Angliában letartóztatták, de  d'Artois grófja támogatta és hatékonyan védte magát, végül Cadoudallal is kibékültek. A sikertelen angol-royalista expedíció után a gerilla harc folytatódott, kiterjedt Normandiára, ahol Louis de Frotte partra szállt Franciaországban 1795-ben és felkelést szervezett. Az emigránsok és a huhogók közötti állandó viszály gyengítette a felkelést, eközben Hoche-t korlátlan hatalommal nevezték ki a tengerparti erők főparancsnokává egyesítve minden köztársasági haderőt 1795-ben. A quiberoni katasztrofális vereség ellenére néhány kisebb sikert a huhogók is elértek. Hoche erre 1796-ban taktikát változtatott ellenük, mobil hadosztályokat vetett be, kegyelmet ígért azoknak, akik leteszik a fegyvert és vallásszabadságot. Ez nem maradt hatástalan, több huhogó és vendée-i letette a fegyvert, végül a köztársasági tábornoknak sikerült Vendée-t pacifikálnia. Charette-t, a lázadók vendée-i vezérét foglyul ejtették, majd kivégezték 1796. március 29-én, ezzel Vendée-ben véget ért a háború. Ezután a köztársasági hadsereg minden erejét a huhogók ellen fordíthatta, akik sorra tették le a fegyvert, végül békét kötöttek, néhány vezető aláírta a szerződést, néhányan Angliába távoztak.

## A harmadik huhogó mozgalom (chouannerie) 1799–1800

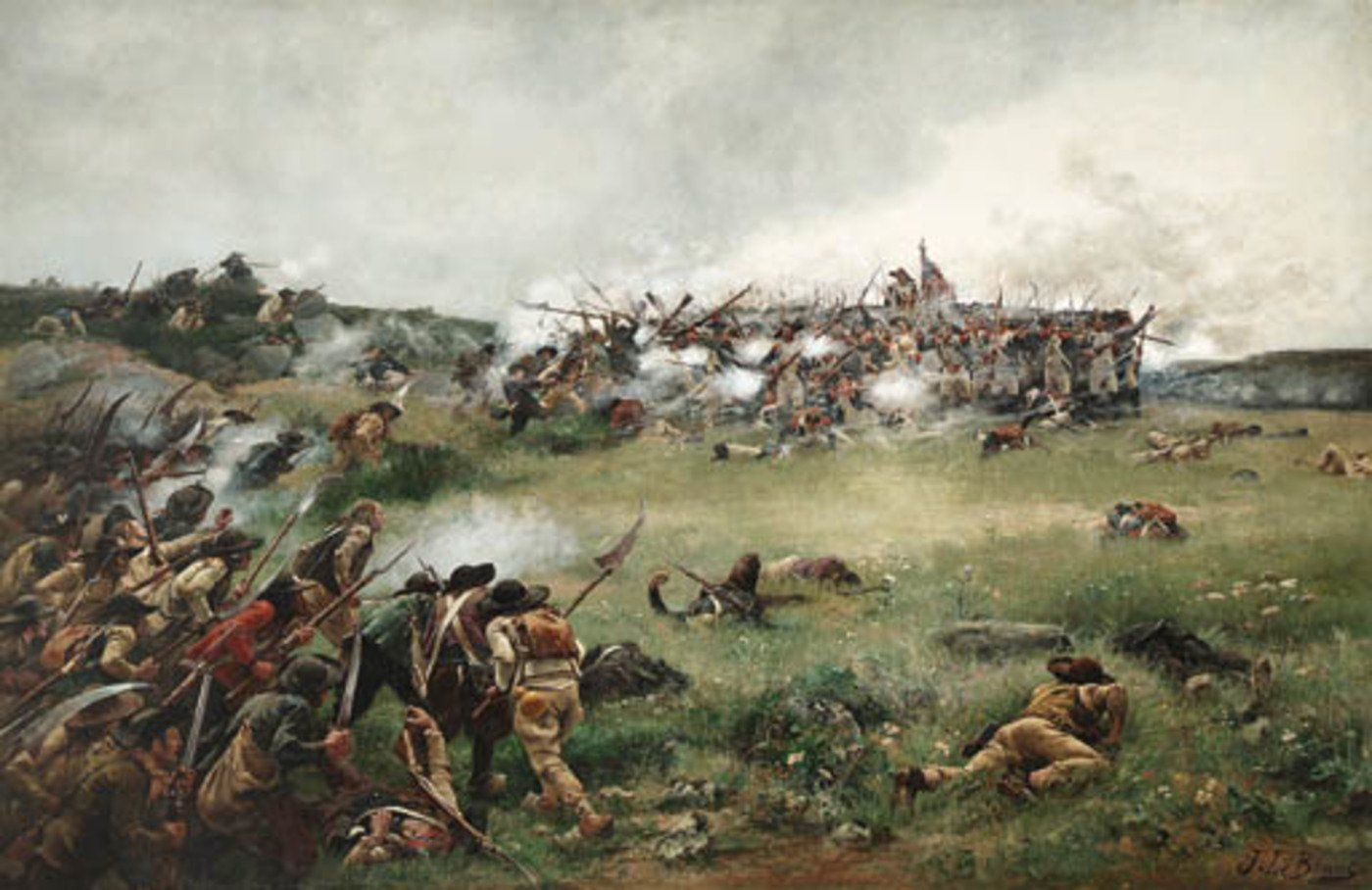
Julien Le Blant festménye a huhogók csatájáról

A katonai vereség után a királypártiak az 1797-es választásokat akarták kihasználni a hatalom megszerzésére, a királypárti jobb oldal meg is nyerte a választásokat, megújította az Ötszázak Tanácsát  és a Vének Tanácsát. A  Tanácsok megszüntették az emigránsok és a papok elleni törvényeket. De Párizsban 1797. szeptember 4-én a Direktórium öt tagjából három igazgató: Reubell, La Révellière-Lépeaux és Barras  puccsal átvette az irányítást a Hoche és Augereau irányította hadsereg támogatásával, amely megszüntette a választási eredményeket 49 megyében (beleértve a nyugatiakét is). A huhogók vezetői közül sokan visszatértek és újra fegyvert ragadtak, a felkelés egész Normandiára kiterjedt.
Republikánusok azonnal reagáltak és 1798-ban újraélesztették a hamis-huhogó osztagokat, a felkelők néhány vezetőjét bebörtönözték, másokat kivégeztek. 1799-ben a köztársaság katonai vereségeinek hatására újabb sorozásokat kellett elrendelni, ez ösztönözte arra a vezetőket, hogy újraélesszék a felkelést. A parancsnokok állandó rivalizálása ellenére a lázadás most nagyobb területre terjedt ki, mint 1796-ban. De ezek a sikerek időlegesek voltak, néhány várost elfoglaltak néhány napra vagy órára, kiengedték a börtönökből a foglyokat és elégették az adminisztráció papírjait. Novemberben az angolok fegyvereket: ágyukat és puskákat tettek partra a felkelés támogatására. A harcok a párizsi új fejlemények miatt hirtelen véget értek. Napoléon Bonaparte tábornok átvette a hatalmat, vallásszabadságot ígért és kegyelmet minden felkelőnek, aki leteszi a fegyvert. Decemberben minden felkelő sereg aláírta a fegyverszüneti megállapodást. Közben az első konzul 30 000 embert küldött nyugatra Brune vezetésével, ami teljesen megváltoztatta az erőviszonyokat. Volt némi vita a vezetők között a harc folytatásáról, de néhány vesztes csata után az erőik kapituláltak. Az 1801-es, a római pápával kötött konkordátum után a lakosság már belefáradt a küzdelmekbe, felhagytak a harcokkal egészen 1815-ig.

## Fordítás
- Ez a szócikk részben vagy egészben  a   Chouannerie című angol Wikipédia-szócikk fordításán alapul.  Az eredeti cikk szerkesztőit annak laptörténete sorolja fel. Ez a jelzés csupán a megfogalmazás eredetét és a szerzői jogokat jelzi, nem szolgál a cikkben szereplő információk forrásmegjelöléseként.